# Stainzer Hartgneis
Der Stainzer Hartgneis ist ein Baugestein, das in Österreich auch als Stainzer Platte oder Stainzer Plattengneis, Stainzer Gneisplatte und in den Niederlanden als Noricum bekannt ist. Er wird in der Nähe von Stainz, aber auch in einer Reihe von anderen Steinbrüchen im Koralmgebiet in der Steiermark in Österreich gebrochen. Es handelt sich um ein metamorphes Gestein, ein Umwandlungsgestein.

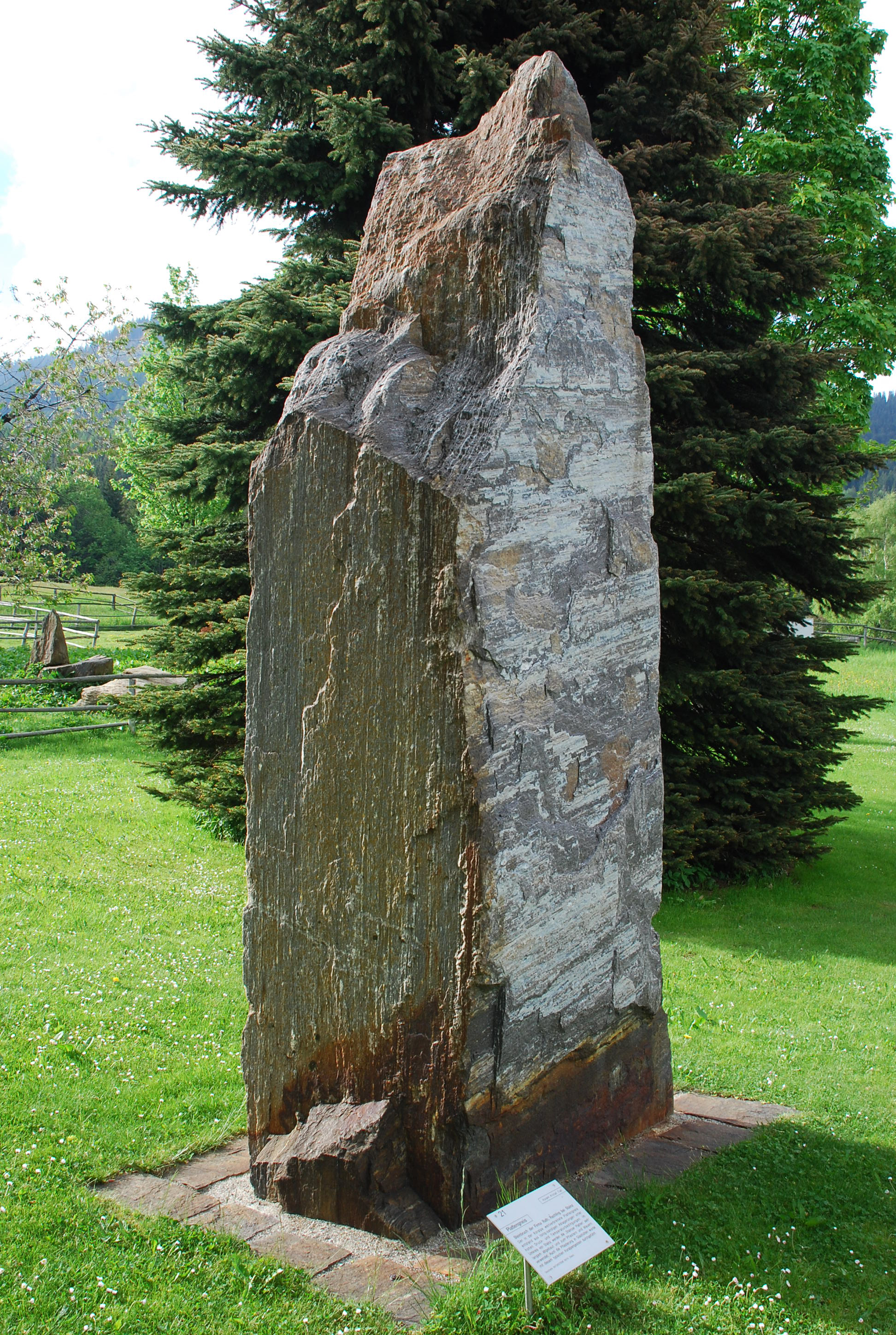
Plattengneis im Geopark Glashütten

## Entstehung
Das Gestein entstand durch einen Gebirgsdruck von 8 bis 10 Kilobar und einer Temperatur zwischen 550 und 645 °C während tektonischer Bewegungen im Laufe der alpinen Gebirgsbildung. Es wird wegen seiner ausgewalzten Schichten auch als Gneismylonit bezeichnet. Seine Entstehung ist wissenschaftlich untersucht, es sind im Koralpengebiet acht Plattengneiskomplexe dokumentiert.

## Gesteinsbeschreibung und Mineralbestand
Vermutlich handelt es sich um einen Orthogneis, obwohl sein Aussehen allerdings den Paragneisen gleicht. Seine Farbe ist bräunlichgrau mit weißen Streifungen. Dieser Gneis zeigt ein schiefriges Gefüge, in dem helle und dunkle Lagen wechseln. Es treten auch Lagen von Pegmatit auf, die andere Mineralien enthalten, z. B. Granat oder Turmalin. Es können auch dünne Lagen von Eklogit oder Eklogitamphibolit, Marmor oder Kalksilikatlinsen eingeschlossen sein. Eisengehalt bewirkt, dass das Gestein, wenn es im Freien verlegt wird, nach einigen Jahren rostrote Färbungen annehmen kann.
Das plane schiefrige Gefüge dieses Hartgesteins aus hellen Quarz- und dunklen Biotitlagen erlaubt die Gewinnung von 3 bis 6 cm dicken Platten, allerdings ist auch die Gewinnung von Platten in beliebiger Dicke möglich.
Beispiele für das Gestein finden sich an vielen Stellen der Koralpe und sind mit Erläuterungen im Geopark Glashütten ausgestellt. Als Typuslokalität für den Stainzer
Plattengneis im Gamser Plattengneis-Komplex wird der Steinbruch Prettner bei Gams bezeichnet.

## Verwendung
Dieser Gneis wird als Naturwerkstein in Österreich vor allem im Außenbereich zu Verblendungen, Mauersteinen, Bodenplatten, Treppenbelag und Pflasterbelag mit Spaltflächen als Ansicht verwendet.

Nur in wenigen Fällen ist es in polierter Form zur Anwendung gekommen, beispielsweise an den Bauten des Rundfunksenders Dobl bei Graz.
Das Gestein bildet durch Verwitterung Stapel aus Gesteinsplatten, die Öfen genannt werden. Beispiele befinden sich in der mittleren Koralpe, so die Öfen auf der Handalm, Gemeinde Osterwitz. „Ofen“ ist (neben der Feuerstelle) eine Bezeichnung für mehr oder weniger zerklüftete Felsen bzw. ‑trümmer, die für sich keine Berge oder sonstige markante Formen bilden. Das Wort kommt auf der Kor- und Saualpe häufig vor, vgl. Bärofen, Großofen auf der Koralpe, Mannagetta-Ofen.
Der in der Katastralgemeinde Oberwald bei Ligist gewonnene plattige Gneis fand ähnliche Anwendung und wurde als Lagengneis oder Ligister Plattengneis bezeichnet.

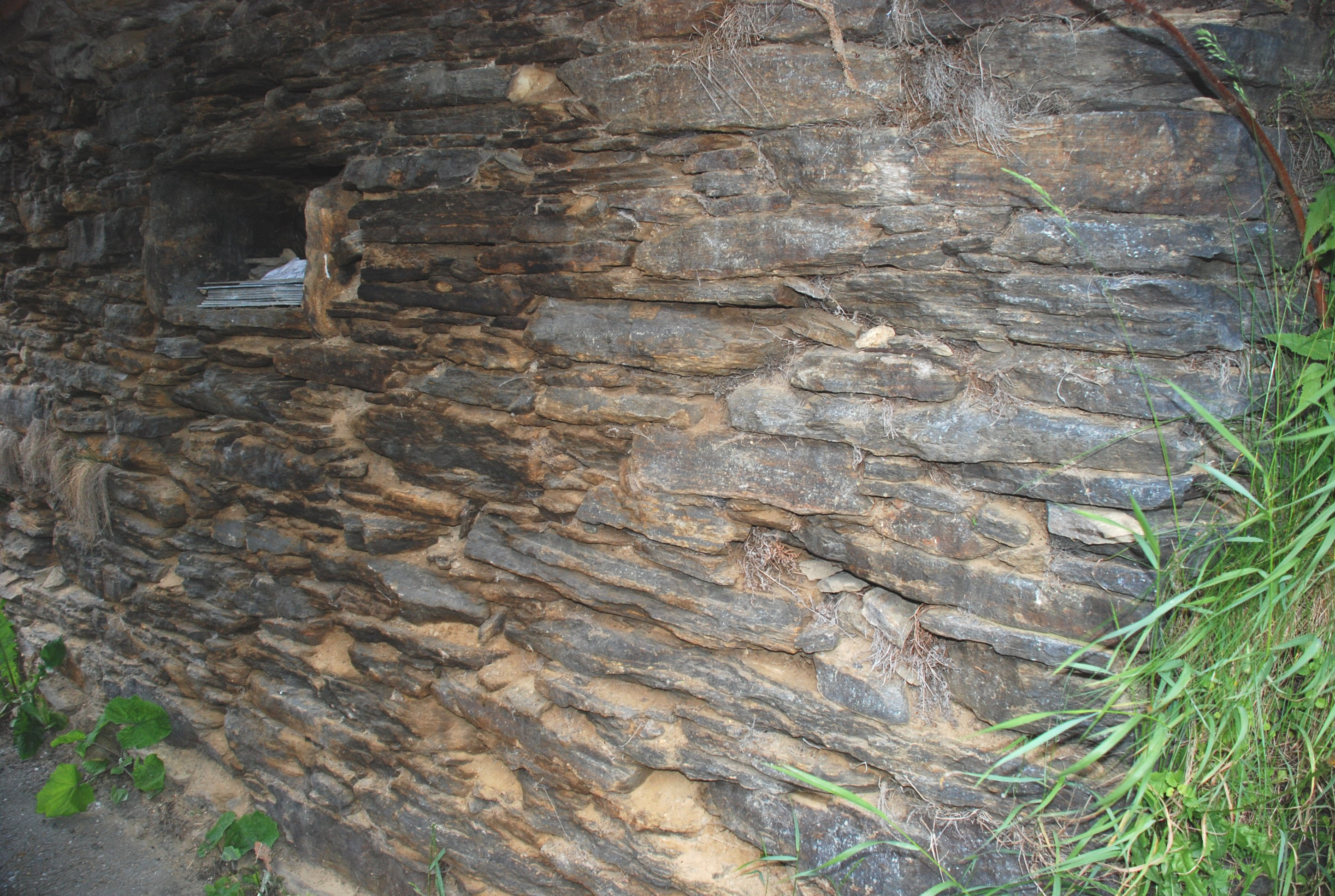
Plattengneis als Baumaterial
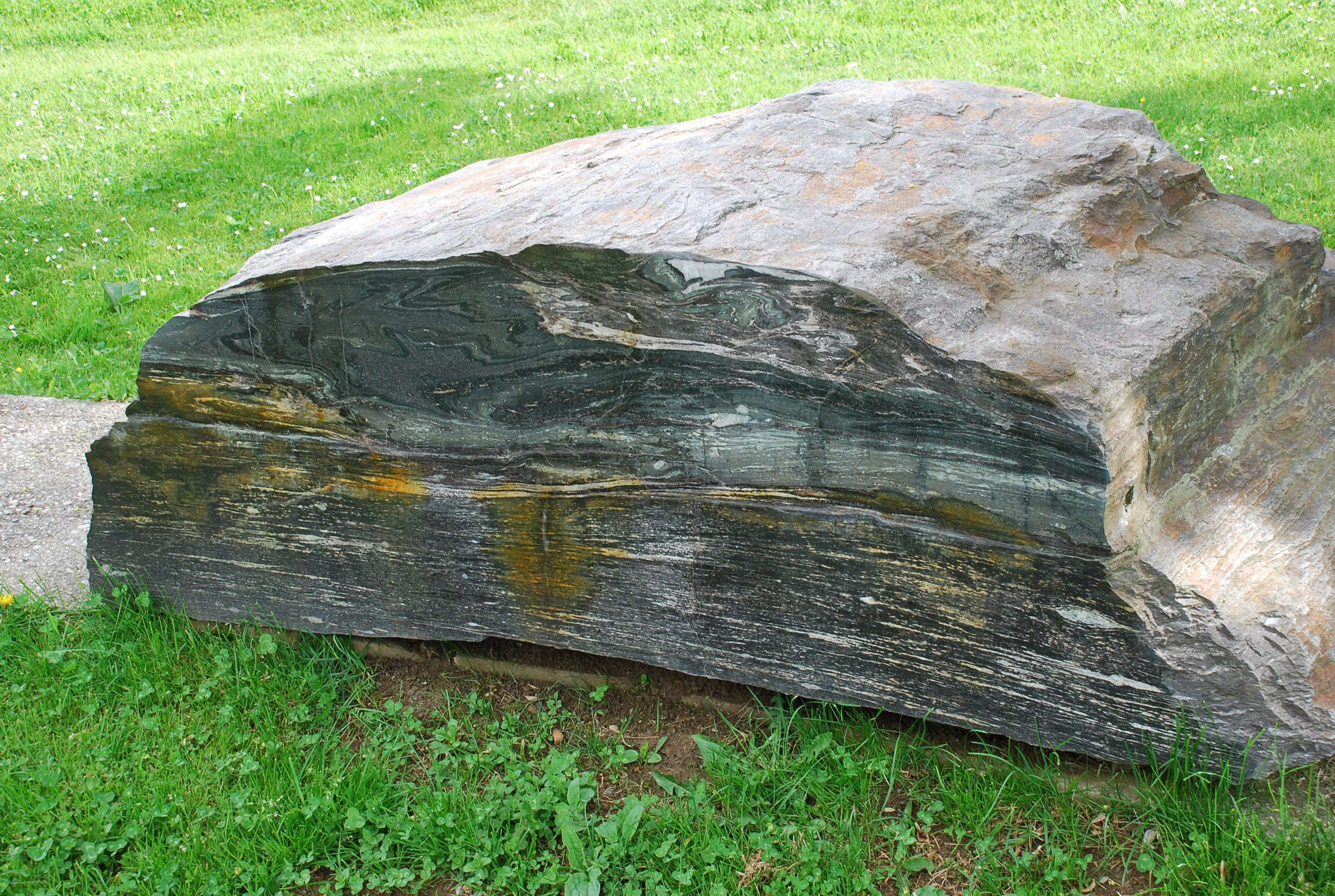
Plattengneis mit eingelagertem Eklogitamphibolit und beginnendem Rost, Geopark Glashütten
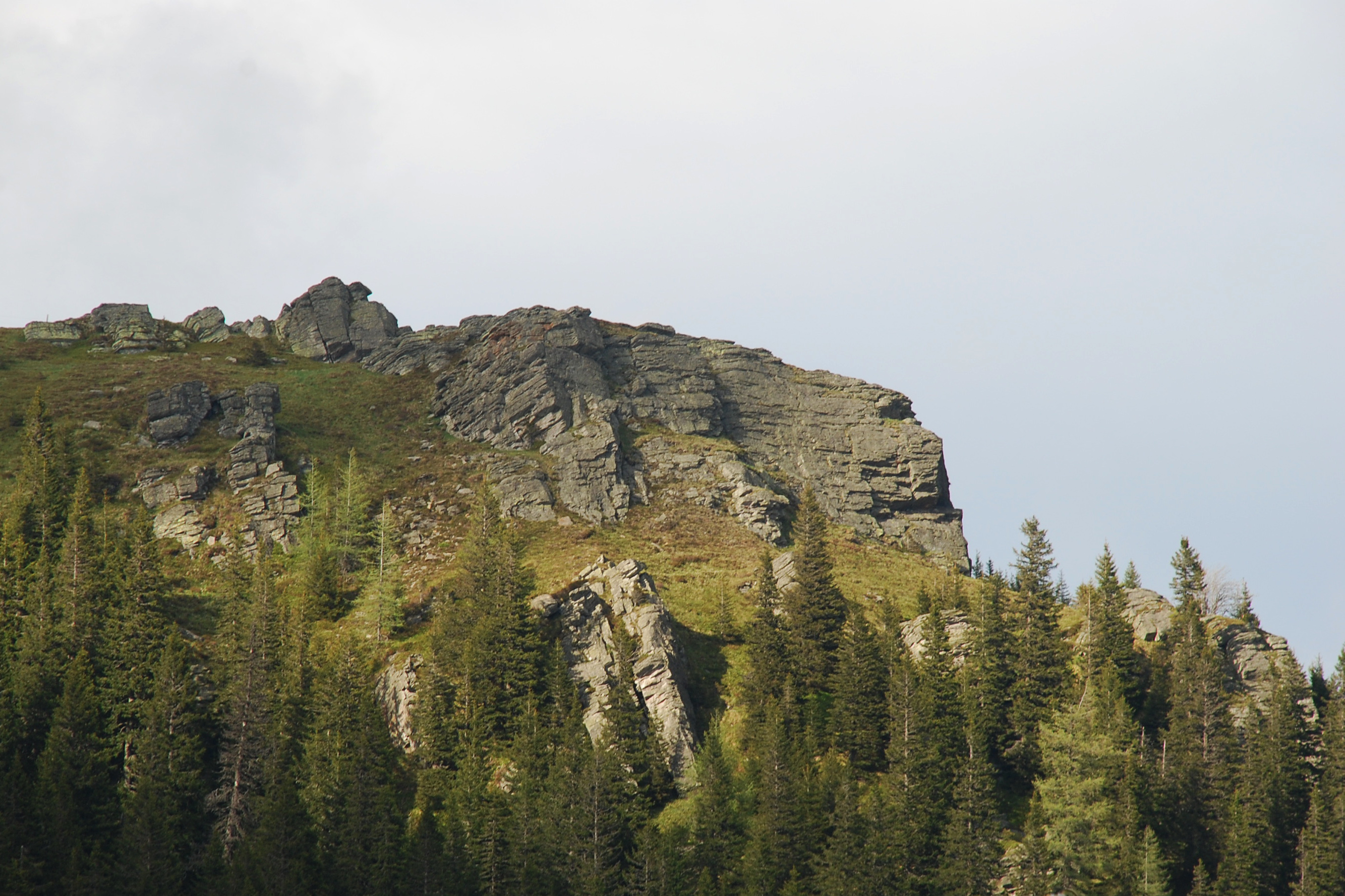
Ofen auf der Handalm
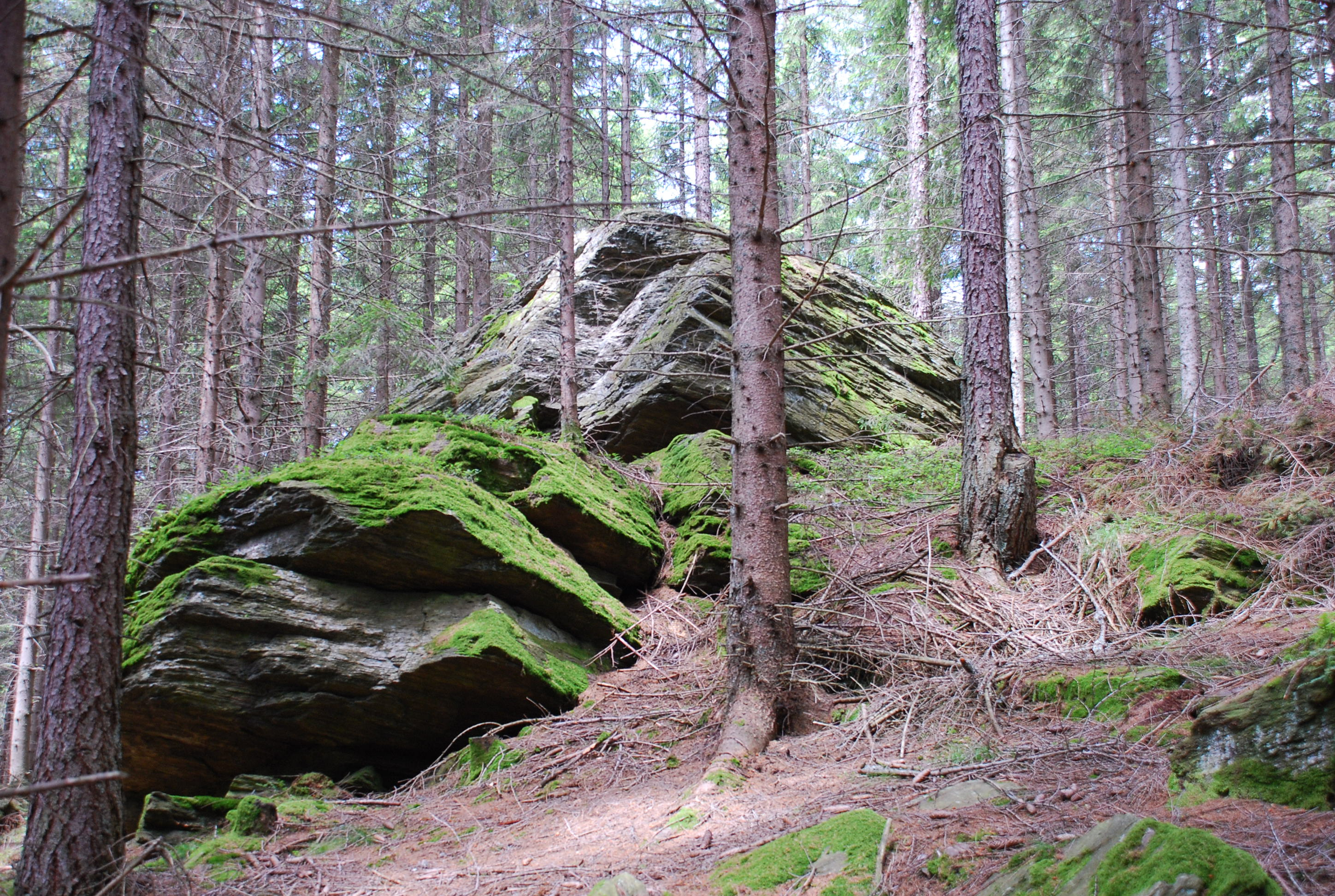
Gesteinsstapel aus Plattengneis (Öfen) sind in der mittleren Koralpe häufig